# Danny Murphy
Daniel Benjamin "Danny" Murphy, född den 18 mars 1977 i Chester, är en engelsk före detta fotbollsspelare (mittfältare). Vid två tillfällen har han vunnit "FA Premier League Player of the Month" som månadens bästa spelare i FA Premier League, en gång med Liverpool och en gång med Charlton, dessutom han har representerat det engelska landslaget vid nio tillfällen.

## Klubblagskarriär

### Tidig karriär
Murphy startade sin karriär som lärling i Crewe Alexandra där han utvecklades till en spelare av Premier League-kvalitet av bland andra Dario Gradi.

### Liverpool
Murphy, som sågs som en av de största talangerna i brittisk fotboll, värvades till Liverpool av dåvarande managern Roy Evans för 2 miljoner pund 1997. Murphy hade till en början svårt att ta en ordinarie plats i startelvan och skickades tillbaka på lån till Crewe. Perioden hjälpte honom och när han kom tillbaka till Liverpool tog han en plats.
Under sin tid i Liverpool utvecklade Murphy en lustig förmåga att göra det avgörande målet i en rad 1-0 vinster mot Manchester United på Old Trafford, något som han lyckades med tre gånger på fyra säsonger (2000-2001, 2001-2002 och 2003-2004).
Danny Murphy var mycket omtyckt bland Liverpools supportrar, dels på grund av de avgörande målen mot rivalen Manchester United, och blev på den officiella hemsidan framröstad på plats nummer 62 på listan "100 Players Who Shook the Kop" 2006, två år efter att han lämnade klubben.

### Charlton
I augusti 2004 betalade Charlton Athletic 2,5 miljoner pund för Murphy som skrev på ett kontrakt på fyra år med Londonklubben. Under sin första säsong i den nya klubben hade Murphy svårt att prestera på samma nivå som han gjort i Liverpool. Under de tre första månaderna av säsongen 2005-2006 började formen komma tillbaka och han såg återigen ut att vara ett alternativ för landslaget, han blev under september månad utsedd till ligans bästa spelare och gjorde flera mål under tiden.

### Tottenham Hotspur
Den 31 januari 2006 flyttade Murphy till Tottenham Hotspur för 2 miljoner pund, men han gjorde bara några fåtal matcher för den nya klubben under avslutningen av säsongen. Murphy gjorde sitt första mål för klubben i en 2-1-förlust mot Portsmouth den 1 oktober 2006 efter bara 39 sekunders spel.
Han gjorde sitt andra mål för Tottenham efter att ha fått ta Jermain Defoes plats i startelvan när denne skadade sig under uppvärmningen i en match mot Newcastle United, Tottenhams manager Martin Jol tog ut Murphy i en 4-5-1 uppställning. I matchens 15:e minut studsade Murphys skott på Newcastles Steven Taylor och in i mål. Efter flera månader valde FA att registrera målet som ett självmål.

### Fulham
Den 31 augusti 2007 skrev Murphy på för sin tredje Londonklubb när han värvades av Fulham. Murphy var ordinarie under hela säsongen 2007-2008 och gjorde 5 mål på 33 ligamatcher. Murphys nickmål i en 1-0-seger mot Portsmouth den 11 maj 2008 innebar att Fulham undvek nedflyttning på bekostnad av Birmingham och Reading.

## Landslagskarriär
Murphy har spelat nio landskamper för England och gjort ett mål. Han var uttagen att delta i VM 2002 men bröt ett ben i foten, samma ben som gjorde att Gary Neville missade turneringen. 

## Personligt
Murphy är gift med skådespelerskan Joanna Taylor som han träffade genom den gemensamma vännen Louis Emerick. Efter två misslyckade försök till befruktning via IVF har paret dottern Mya Eve Murphy, född 2006, tillsammans. Danny har också en son, Ashleigh Daniel Murphy född 1996.

## Meriter
- Engelska Ligacupen: 2001, 2003
- FA-cupen: 2001
- UEFA-cupen: 2001
- Charity Shield: 2001
- UEFA Super Cup: 2001